# Chichisbeo

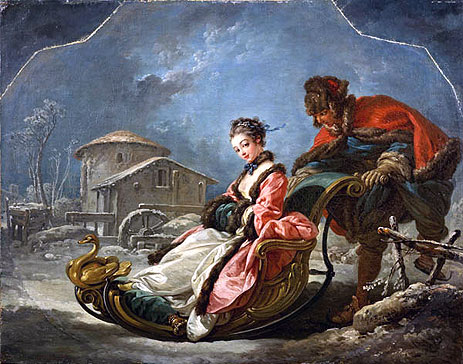
El Invierno, por François Boucher. De la serie dedidada a las cuatro estaciones, de 1755, perteneciente a la Colección Frick.

Chichisbeo, chischibeo o chichisveo (del italiano «cicisbeo»), y usado en el contexto de cortejo y estrecho, entre otros muchos sinónimos, fueron términos usados para denominar en la España del siglo xviii el acto de cortejar y al hombre que corteja, galantea u obsequia a una mujer con «desinterés platónico y constancia eremita». En síntesis, un chichisbeo o chischibeo era el galán platónico de que disponían permanentemente las damas de la alta sociedad, hombre dedicado a atenderla y obsequiarla aunque -en principio- sin entablar relación erótica o sexual. 
El término se adaptó del idioma italiano, en tanto la costumbre del cicisbeo había surgido a inicios del siglo XVIII en grandes ciudades de la Italia septentrional como Génova, Venecia, Milán o Florencia donde los hombres de la aristocracia, en caso de matrimonio con una esposa bastante más joven, aceptaban que otro hombre joven se encargue de acompañar y atender a la esposa en todo tipo de evento social donde sea precisa su presencia -teatro, paseos, visitas, banquetes- constituyendo este hombre joven -llamado cicisbeo- una mezcla de sirviente y galanteador, a quien se consentía un trato de especial confidencia con la mujer casada; mientras tanto el esposo "delegaba" estas funciones sociales a otro y podía dedicar libremente su tiempo a atender asuntos personales, tanto públicos como privados. 
A diferencia del confesor religioso, clérigo subordinado a una iglesia e impedido de asumir roles galantes abiertamente. Usualmente el chichisbeo era elegido de entre jóvenes solteros, sin compromiso de noviazgo, así como educados y cultos, casi siempre surgidos del entorno familiar o social del esposo. También era costumbre que el chichisbeo residiera en el propio hogar conyugal como un servidor privilegiado, fijando tácitamente que no se dedicase a otra actividad ni mantuviera relaciones amorosas con alguna mujer que le distrajeran de su función.
Asumidos los términos 'chichisbeo' (adaptación del italiano) y 'cortejo' (de evidente contexto), el más impensado de 'estrecho' hacía referencia al individuo al que le era consentido un trato estrecho con una mujer que no era su esposa (hablar en voz baja con ella, acompañarla a todo lugar que ella desee o ser su confidente).
Carmen Martín Gaite, en su ensayo sobre el «chichisveo» (tesis doctoral de 1972 de la entonces ya consagrada novelista) y entre otras referencias joyeuses, citaba la definición rimada de Eugenio Gerardo Lobo, muy popular en 1717:

Es, señora, el chichisveo

una inmutable atención

donde nace la ambición

extranjera del deseo;

ejercicio sin empleo,

vagante llama sin lumbre,

una elevación sin cumbre,

un afán sin inquietud,

y, no siendo esclavitud,

es la mayor servidumbre.

Otra investigadora, Bosch Carrera, sitúa y analiza el tema en su estudio Chischiveo y cortejo, los antecedentes neoclásicos de una moda romántica. Por su parte, Juan Eslava Galán define la actitud del servant francés o del cicisveo italiano como "el culto extático y desinteresado de un hombre educado hacia una dama de alcurnia". Tal fenómeno dieciochesco, hoy olvidado, aparece también estudiado por Joan Sureda en la monografía Los mundos de Goya, donde le dedica el capítulo V, bajo el epígrafe «Chischiveo, seducción y erotismo».
Título y oficio desaparecieron desde finales del siglo XVIII, cuando las ideas de la Ilustración y del Romanticismo dieron renovado valor al matrimonio basado en el mutuo afecto de los cónyuges, criterio ante el cual el chichisbeo parecía anacrónico y censurable. Asimismo la reacción de la Revolución Francesa contra los privilegios del mayorazgo causó en Italia la disminución de jóvenes hidalgos sin dinero que pudieran dedicarse al chichisbeo, además de un desprecio hacia las modas del Antiguo Régimen. Lo galante se hizo industrial y la desvergüenza aristocrática dejó sitio a la hipocresía burguesa. mientras que la propaganda nacionalista del Risorgimiento italiano rechazaba al chichisbeo como una costumbre sensual y decadente durante la primera mitad del siglo XIX, incompatible con la vida austera y de compromiso patrótico que debía asumir la aristocracia nativa, mientras que la Ilustración social mutó a ciencia productiva poniendo término al chichisbeo en España tras varias décadas de censuras y condenas hacia la costumbre italiana.